# Chile az 1952. évi téli olimpiai játékokon
Chile a norvégiai Oslóban megrendezett 1952. évi téli olimpiai játékok egyik részt vevő nemzete volt. Az országot az olimpián 1 sportágban 3 sportoló képviselte, akik érmet nem szereztek.

## Alpesisí
Férfi
| Versenyző        | Versenyszám      | 1. futam | 1. futam | 2. futam | 2. futam | Összesítés | Összesítés |
| Versenyző        | Versenyszám      | Idő      | Hely.    | Idő      | Hely.    | Idő        | Helyezés   |
| ---------------- | ---------------- | -------- | -------- | -------- | -------- | ---------- | ---------- |
| Jaime Errázuriz  | Lesiklás         |          |          |          |          | 3:53,3     | 68.        |
| Jaime Errázuriz  | Műlesiklás       | 1:19,0   | 62.      | kiesett  | kiesett  | kiesett    | kiesett    |
| Jaime Errázuriz  | Óriás-műlesiklás |          |          |          |          | 3:30,3     | 76.        |
| Sergio Navarrete | Műlesiklás       | 1:20,9   | 63.      | kiesett  | kiesett  | kiesett    | kiesett    |
| Eduardo Silva    | Lesiklás         |          |          |          |          | 3:52,3     | 66.        |
| Eduardo Silva    | Műlesiklás       | 1:16,2   | 56.      | kiesett  | kiesett  | kiesett    | kiesett    |
| Eduardo Silva    | Óriás-műlesiklás |          |          |          |          | 3:25,6     | 75.        |